# 大村競艇場
大村競艇場（おおむらきょうていじょう）は、長崎県大村市にある競艇場である。

## 概要
1952年（昭和27年）4月に施行を開始。日本最南端かつ最西端の競艇場であり、国内で初めて競艇競走が正式に始まったことから競艇発祥の地として知られる。当時の運輸省による認可順では津競艇場が1号、大村が2号となっており、実際初めての競艇開催を巡っては両者で綱引きがあったが、テストケースとしての意味合いも強かったため「大村なら国の一番端だから、何かあっても致命傷にはならない」との考えから大村での開催が先になった。
正式な名称は大村市モーターボート競走場である。施設名の通称はBOAT RACE大村（ボートレースおおむら）。施行者は大村市と長崎県広域競艇組合であったが、2006年（平成18年）度からは大村市のみの管轄となっている。電話投票における場コードは24#。
マスコットキャラクターは原田治デザインによる「ターンマーク坊や」。締切前BGMは電子オルガンの「森のくまさん」。途中で場内映像BGMと締切5分前・3分前などのコールがある。トータリゼータシステムは競艇場としては江戸川と唐津との3場のみとなる富士通フロンテックを採用している。
2018年（平成30年）9月23日より、「発祥地ナイター」を開催。
以前は年間売上が200億円台を推移していたが、2015年度のSG開催を機に売上が急伸。2020年度には新型コロナウイルス感染症（COVID-19）流行の中、SGグランドスラム競走（ボートレースダービー、全日本選手権競走）の開催もあって売上が1591億円に達し、従来競艇場別売上でトップだった住之江競艇場を抜き初のトップに立った。その後はミッドナイトボートレースを開始したことが大きく影響してトップを続けており、2022年度には過去最高の1807億2千万円となり、最新の2023年度も前年度より売上は減少したものの1746億6千万円でトップを維持した。特に2023年度はSG開催なしでトップとなり、これはSGが導入された1988年以降で初の事象となった。

## 主な競走
2020年4月から第7競走（2011年11月までは第2競走、2020年3月までは第5競走）は進入固定競走を行っている。（ただしSG、PGⅠ、GI、GIIレース開催時は行わない）
周年記念競走GIは「海の王者決定戦」である。また、GII競走として競艇発祥の地とされる大村で「モーターボート誕生祭」が開催される。企業杯（GIII）としてはアサヒビール杯が行われる。新鋭リーグ戦はスポニチ杯。 女子リーグ戦は蛭子能収杯。 正月には新春特選レース、GWレースはGW特選レース、お盆はお盆特選レースが行われる。

## 変遷
2007年（平成19年）8月より電話投票（インターネット投票、携帯Web投票を含む）会員向けに「マイルクラブ大村24」というポイントサービスを開始している。舟券購入100円毎に1ポイントがたまり、ポイント数に応じて現金や競艇グッズ、長崎の特産品等と交換が可能。また年間の獲得ポイント数が一定の数を超えると「特別指定会員」となり、往復交通費のキャッシュバックサービスやロイヤル席・特別室のフリーパスサービス（いずれも要予約）などが受けられる。特別指定会員の一人に競馬評論家の須田鷹雄がいる。
2010年（平成22年）をめどにナイター競走を実施する予定であったが、電話投票及び場外発売場の開設で収益状況が良くなり建替資金確保の目途が立ったことや、ナイター競走を実施した場合に本場入場者及び本場売上の減少が予測されること、並びに設備資金調達と返済の関係から、施設の全面建て替えが4年程度遅くなることといった理由により、ナイター競走の計画は一旦は中止になった。この代替として薄暮競走が行わるようになった（2009年度 - 2011年度において薄暮競走は一時中止されていたが、2012年度より再開）。しかし一旦計画が中止されたナイター競走の計画が復活し、検討の結果、地元の同意を得たことを理由に、2018年9月の開催よりナイター競走の開催が決定した。公募の結果ナイターレースの名称は「発祥地ナイター」に決定し、同年9月23日よりナイター競走を開始した。
全面改装が行われた2015年3月28日より、観戦スタンドが新スタンドに、ロイヤルスタンドも内装工事が行われリニューアルデビューした。
2010年4月より2012年3月まで、スカパー!・245chで無料中継を行っていた。若松競艇場との共同運営で、名称は「ライブ245（大村＆若松）」。2012年4月からは大村が262ch、若松が275chに変更になっている。

### 2008年度薄暮開催の概要
期間　7月18日から8月24日
- 7月中の日程
  - 開門　12:10
  - 1レース　スタート展示12:50→発売12:55
  - 12レース（最終）締め切り19:00
- 8月中の日程
  - 開門11:50（8月15日のみ11:35）
  - 1レース　スタート展示12:30→発売12:35（8月15日のみスタート展示12:05→発売12:10）
  - 12レース（最終）締め切り18:40（8月15日のみ18:15）

8月15日はお盆の精霊流しを行う関係で時間が早まる。
ミニボートピア長崎時津は17時以後の発売は認められていないため、17時以後に行われる10-12レース（7月は9レースも）は前売り発売となっている。

### 2012年度薄暮開催の概要
期間　4月21日から9月末まで
- 4・5月中の日程
  - 1レース　スタート展示11:45
  - 12レース（最終）締め切り18:20
- 6月からの日程
  - 1レース　スタート展示12:30
  - 12レース（最終）締め切り18:55

### 2013年1月以降の開催概要
2013年は、1月9日から10月29日までの日程で薄暮レースを実施。うち5月1日から8月18日にかけては「夕焼けレース（サマータイム競走）」と銘打って、最終12競走を18時台後半に施行した。
以下に、当該期間中の最終12競走本場締切予定時刻一覧を示す。
| 期間             | 最終12競走本場締切予定時刻 |
| ---------------- | -------------------------- |
| 1月9 - 14日      | 17時00分                   |
| 1月18 - 21日     | 17時10分                   |
| 2月3日 - 4月29日 | 17時15分                   |
| 5月1 - 6日       | 18時35分                   |
| 5月8日 - 8月12日 | 18時40分                   |
| 8月15 - 18日     | 18時35分                   |
| 8月21 - 26日     | 16時50分                   |
| 10月9 - 29日     | 17時10分                   |

### 2018年9月以降の開催概要
- 通常は14:00前後に第1競走のスタート展示→14:25に締め切り、最終は概ね20:10前後にスタート展示→20:40に締め切りというパターンが多い（SG・PGⅠなど全国発売規模のレースの場合は前後あり）[11]

## 水面特性

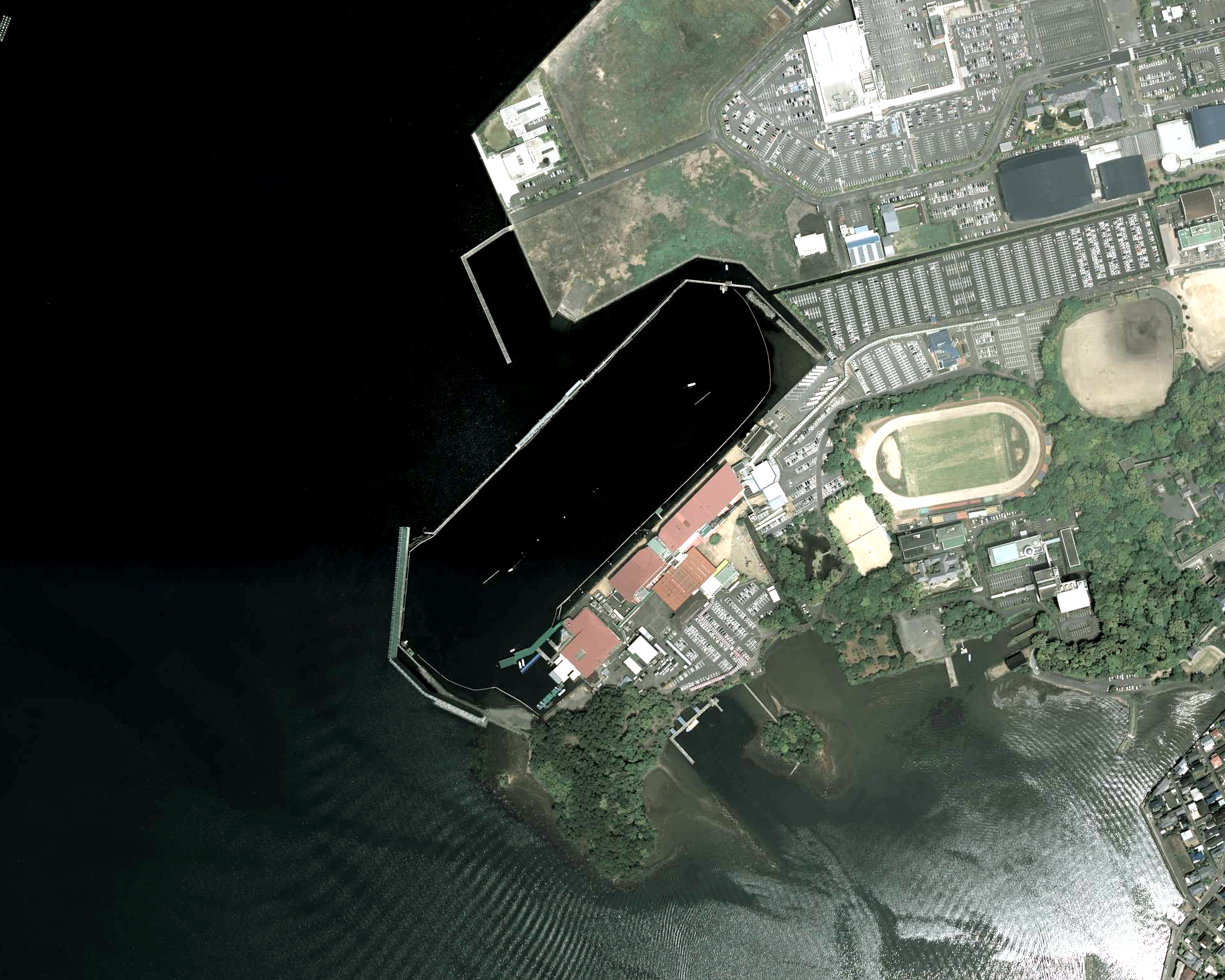
大村競艇場周辺の空中写真。2010年5月8日撮影。。

大村湾の最奥部に位置しており、競走水面・水質共に海水である。若干ではあるが干満差があり、干潮時は乗りやすいが、満潮時は水面にうねりが生じることがある。風は春夏秋は比較的穏やかな時が多いが、冬は追い風が吹くと荒れ水面になる。このため、2022年の第37回グランプリ開催を前に第1ターンマーク後方に防風ネットが建てられ、風の影響を軽減する措置が取られた。
1952年に初開催された時のコースはとても広かったため、フライングや出遅れ、失格が多く、2日目からはレースコースを狭くして行われた。なお、現在でも初開催時の告知看板が場内に展示されている。
昔からインコースが全国で1・2を争う程の強さで知られている。2008年3月より標準モーターから大型吸気サイレイサー仕様の減音モーターに変わり、減音導入当初のシリーズはあまりイン逃げが決まらず、同シリーズの最終日のイン逃げはわずか2本だった。しかし直ぐに対策が講じられ、ニップル径を4mmから8mmへ変更された。これによりモーターの回転の上がりが良くなり、出足性能が向上し、インの強さは標準モーター採用時と大差なかった。これらは2012年2月12日の週刊実話杯より、新モーターになった際、ニップル径は再び8mmから4mmに変更された。
2012年からの持ちペラ制度廃止、さらに出力低減モーター導入後は、ダッシュが効きづらくなったこともあり、さらに「イン天国」が進んでいる。競艇場施行者側も「大村のインで勝負」と宣伝するなど、インコースに有力選手を配する本命番組を組む傾向が強い。そのため一年を通してインの勝率が60%を超えている。

## SG競走の変遷
1954年（昭和29年）4月に開催された全国モーターボート競走施行者協議会（全施協）の総会において、競艇発祥を記念し競艇記念日を定めその記念行事を行うことが提案された。これを受け翌年の1955年（昭和30年）5月の全施協臨時総会において、4月6日を競艇記念日として定め、その記念行事として同年8月20日 - 23日、全日本選手権競走に続く特別競走「モーターボート記念競走」が初開催された。
現行の競艇競走格付けが確立されて以降、大村でSG競走が開催された実績はなかったが、2010年（平成22年）6月22日～27日にかけて、第20回グランドチャンピオン決定戦競走（グランドチャンピオン）、翌2011年（平成23年）11月22日～27日にも第14回チャレンジカップ競走が開催され、平成に入って2年連続でSG競走が開催された。
2015年5月に開催されたオールスター競走（笹川賞）では、SG競走では初となる薄暮競走が行われた。基本発走時間は「第1競走スタート展示12:15→本場締切・発走12:40～第12競走スタート展示18:12（準決勝日18:10、決勝日18:03）→本場締切・発走18:40」（会場間場外・電話投票締切は全競走とも本場2分前）に設定している。
令和元年となる2019年8月、「ボートレースメモリアル」の名称で1955年（昭和30年）の初開催から数えて64年ぶりとなる第65回モーターボート記念競走が開催。初日は荒天の中、最終レースまで行われた。
それ以降、令和に入ってSG競走をナイターレースとして初開催されることが目立つようになり、令和2年（2020年）10月にはボートレースダービー（全日本選手権競走）、令和4年（2022年）3月にはボートレースクラシック（総理大臣杯競走）、さらに同年12月には年末のSG競走であるグランプリ（賞金王決定戦競走）と歴史の古いSG競走の3連続初開催も実現した。グランプリ競走では全国では5場目、グランプリのナイターレース開催は住之江競艇場に続き2場目（住之江以外では史上初）、5大SGの開催は住之江競艇場、平和島競艇場、戸田競艇場から数えて4場目、クラシックとグランプリの同一年による開催は平和島競艇場に続き2場目となった。
2024年7月に開催されたオーシャンカップをもって、8SGすべてを開催した。SG競走開催のコンプリートは住之江競艇場に続き2場目となった。

## SG開催実績
| 年   | 競走名                                               | 優勝者               | 登番   | 出身 （2015年以降は支部） |
| ---- | ---------------------------------------------------- | -------------------- | ------ | ------------------------- |
| 1955 | 第1回モーターボート記念競走                          | H 真島勝義 R 豊島 勝 | 38 315 | 長崎 香川                 |
| 2010 | 第20回グランドチャンピオン決定戦競走                 | 湯川浩司             | 4044   | 大阪                      |
| 2011 | 第14回チャレンジカップ競走                           | 田村隆信             | 4028   | 徳島                      |
| 2015 | 第42回ボートレースオールスター（笹川賞競走）         | 山崎智也             | 3622   | 群馬支部                  |
| 2016 | 第19回チャレンジカップ                               | 石野貴之             | 4168   | 大阪支部                  |
| 2019 | 第65回ボートレースメモリアル(モーターボート記念競走) | 毒島誠               | 4238   | 群馬支部                  |
| 2020 | 第67回ボートレースダービー（全日本選手権競走）       | 深谷知博             | 4524   | 静岡支部                  |
| 2022 | 第57回ボートレースクラシック（総理大臣杯）           | 遠藤エミ             | 4502   | 滋賀支部                  |
| 2022 | 第37回グランプリ（賞金王決定戦競走）                 | 白井英治             | 3897   | 山口支部                  |
| 2022 | 第37回グランプリシリーズ（賞金王シリーズ戦）         | 宮地元輝             | 4445   | 佐賀支部                  |
| 2024 | 第29回オーシャンカップ                               | 茅原悠紀             | 4418   | 岡山支部                  |

## プレミアムGI開催実績
| 年   | 競走名                                              | 優勝者   | 登番 | 出身 |
| ---- | --------------------------------------------------- | -------- | ---- | ---- |
| 2004 | 第18回JAL女子王座決定戦競走                         | 日高逸子 | 3188 | 福岡 |
| 2007 | 第21回新鋭王座決定戦競走                            | 石野貴之 | 4168 | 大阪 |
| 2007 | 第8回競艇名人戦競走                                 | 大嶋一也 | 3010 | 愛知 |
| 2012 | 第1回賞金女王決定戦競走                             | 三浦永理 | 4208 | 静岡 |
| 2017 | 第6回クイーンズクライマックス（賞金女王決定戦競走） | 遠藤エミ | 4502 | 滋賀 |
| 2024 | 第5回ボートレースバトルチャンピオントーナメント     | 関浩哉   | 4851 | 群馬 |

## SG・プレミアムGI開催予定
- 第14回クイーンズクライマックス - 2025年12月28日 - 12月31日
- 第41回グランプリ - 2026年12月15日 - 12月20日
- 第41回グランプリシリーズ - 2026年12月15日 - 12月20日

## 競艇とオートレースのコラボレーション
飯塚オートレース場とのコラボレーションとして「レース市場」が2011年10月1日にオープンし、各マイルサービス会員向けの新特典として、ゲームによってゴールドもしくは市場マイルを貯め、それをアマゾンのギフト券や各レース場のマイルサービス、クーポン券（ロイヤル席無料等）と交換できるサービスを行なっていたが、2013年3月31日をもって終了した。

## 長崎支部の主な選手
- 井川正人（2958）
- 飯山晃三（3906）
- 原田幸哉（3779）※愛知支部から移籍
- 赤坂俊輔（4174）
- 下條雄太郎（4352）
- 仁科さやか（4408）
- 桑原悠（4497）
- 滝川真由子（4499）

## 交通アクセス
- 車
  - 長崎空港から15分[19]
    - ORICA会員限定で、長崎空港着の航空券・空港から競艇場までのタクシー領収書・4000円以上の確定前舟券を全て提示できればタクシー料金のキャッシュバックを受けられるサービスあり

  - 長崎自動車道大村ICから15分[19]
  - 長崎自動車道木場スマートICから10分[19]
- 長与港から無料連絡船運航[19]
- 長崎から無料バス運行[19]
- 大村線（JR九州）大村駅、諫早駅、新大村駅から無料タクシー運行[19]
  - ORICA会員限定で、購入したきっぷの領収書・2000円以上の確定前舟券を両方提示できれば運賃のキャッシュバックを受けられるサービスあり

## 場外発売
本場すぐ横に外向前売発売所「ブルードラゴン」が設置されている。
長崎県内では、本場から北へ2.6kmほどの国道34号沿いに前売り場外発売場として「前売り場外おおむら」がある。その他にボートレースチケットショップ(BTS)として、時津町、五島市、島原市、松浦市、佐々町、波佐見町で場外発売を行っている。
また鹿児島県内にはBTS金峰(南さつま市)、BTS天文館(鹿児島市)、BTSさつま川内(薩摩川内市)、BTSオラレ志布志(志布志市)、BTS加治木(姶良市)の計五か所がある。熊本県にはBTS長洲(長洲町)が、佐賀県にはBTS鹿島(鹿島市)、大分県にはBTS由布(由布市)にあり、計15か所の幅広い地域で発売されている。

## 太陽光発電設備/急速充電設備/蓄電池
環境への配慮および災害時の備えとして大規模な太陽光発電設備を2025年に導入した。1,172枚の太陽光パネルがスタンド棟や駐車場、艇庫を含む6か所に設置され、一般家庭約120世帯分の電力を賄う能力を持つ。ボートレース場では全国初の試みで、特に災害時の停電に備え競艇場での電力供給が可能である。通常時にはナイター照明で使用される電力量の約3分の1を賄う。総工費は8億4,300万円、そのうち2億円をBOATRACE振興会からの助成によるもの。電気自動車（EV）の急速充電設備も導入され、また、スタンド棟と選手宿舎には両面発電パネルや蓄電池が配置されていて災害時に避難所として開放された際に電力を供給することが可能である。

## 出来事
- 令和2年7月豪雨災害に見舞われた2020年7月6日、大村市を含めた長崎県内に大雨特別警報が発表されたが、大村競艇場では観客を入れたままレースを続行し物議を醸した。競艇場の判断はレース中止をきっかけに観客が外に出て一斉に帰ることは危険であり、施設内にとどまってもらった方が安全と考えたものであった。観客約150人は午後8時45分まで行われたレースの間、連絡船や臨時バスを手配し随時送り出す対応を取り、被害を出すことなく開催を終えた。なお、翌日7月7日はレースを中止、7月8日は無観客の状態で開催した[22]。

## 関連人物
- 大村咲子 - ローカルタレント時代の2006年・2007年度に「大村競艇クィーン」というキャンペーンガールを担当していた。（のちにミス日本を経てテレビ長崎アナウンサー→2022年フリー）